# 上原浩司
もしかして
- 上原浩治

ではありませんか？